# Gestippelde egelvis
De gestippelde egelvis (Diodon hystrix) is een straalvinnige vissensoort uit de familie van de  egelvissen (Diodontidae). De wetenschappelijke naam van de soort is gepubliceerd in 1758 door Linnaeus in de tiende editie van Systema naturae.